# Căldură evacuată

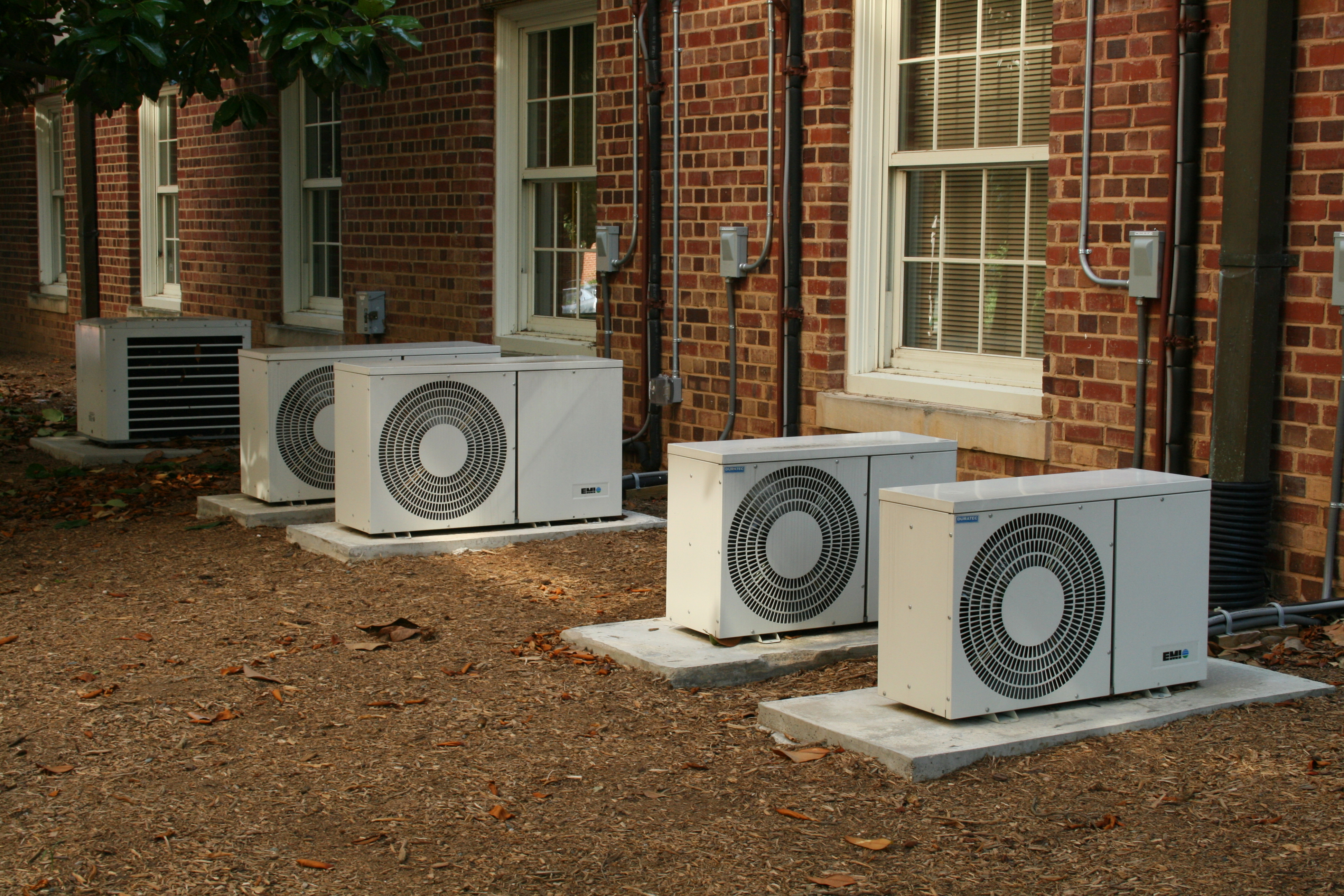
Instalațiile de climatizare extrag căldura din interiorul unei locuințe și o transferă în exterior ca deșeu. În plus, emit căldură suplimentară, provenită din electricitatea consumată pentru a acționa instalațiile.

În termodinamică căldura evacuată este căldura produsă de o mașină, mai general de un proces termodinamic, care transformă energia, ca produs secundar al efectuării lucrului mecanic. Orice proces evacuează o anumită cantitate de căldură ca rezultat fundamental al principiilor termodinamicii. Căldura evacuată are o utilitate mai mică (sau, în limbajul termodinamicii, o exergie mai mică sau o entropie mai mare) decât sursa de energie originală. Sursele de căldură evacuată provin din tot felul de activități umane, sisteme naturale și toate organismele, de exemplu, becurile incandescente se încălzesc, un frigider încălzește aerul din cameră, o clădire se încălzește în orele de vârf, un motor cu ardere internă generează gaze de eșapament la temperatură înaltă, iar componentele electronice se încălzesc atunci când sunt în funcțiune.
În loc să fie „pierdută” prin disiparea în mediul înconjurător, uneori căldura evacuată poate fi utilizată într-un alt proces (cum ar fi utilizarea lichidului de răcire cald al unui motor pentru încălzirea unui vehicul) sau o parte din căldura care altfel ar fi pierdută poate fi reutilizată în același proces dacă se adaugă căldură de completare în sistem (ca în cazul ventilației cu recuperarea căldurii într-o clădire).
Stocarea energiei termice⁠(d), care cuprinde tehnologii atât pentru reținerea pe termen scurt, cât și lung a căldurii sau frigului, poate crea sau îmbunătăți utilizarea căldurii evacuate. Un exemplu este căldura evacuată de instalațiile de aer condiționat, stocată într-un rezervor tampon pentru a ajuta la încălzirea pe timp de noapte. Alt exemplu este stocarea sezonieră a energiei termice la o turnătorie din Suedia. Căldura este stocată în roca de bază din jurul unui grup de puțuri echipate cu schimbătoare de căldură și este utilizată pentru încălzirea spațiului dintr-o fabrică adiacentă, după cum este necesar, chiar și luni mai târziu.  
Cele mai mari surse punctuale de căldură evacuată provin din industrie (cum ar fi termocentralele sau procesele industriale, cum ar fi producerea oțelului sau a sticlei) și de la pierderile de căldură prin izolația clădirilor. Arderea combustibililor pentru transport are o contribuție majoră la căldura evacuată.
La scară biologică, toate organismele evacuează căldură ca parte a proceselor lor metabolice și vor muri dacă temperatura ambiantă este prea ridicată pentru a permite acest lucru.

## Transformarea energiei
Mașinile care transformă energia⁠(d) conținută în combustibili în lucru mecanic sau energie electrică produc căldură ca produs secundar.

### Condiționarea aerului
Sistemele convenționale de climatizare sunt o sursă de căldură prin evacuarea căldurii nedorite în aerul ambiental exterior, răcind în același timp spațiile interioare. Această evacuare a căldurii provenite de la sistemul de climatizare poate agrava efectul de insulă de căldură urbană. Căldura evacuată de instalațiile de aer condiționat poate fi redusă prin proiectarea clădirilor astfel încât să aibă o răcire pasivă⁠(d) și a metodelor fără consum de energie, cum ar fi răcirea prin evaporare și ecranarea sau reflexia radiației solare pentru o răcire pasivă pe timp de zi.

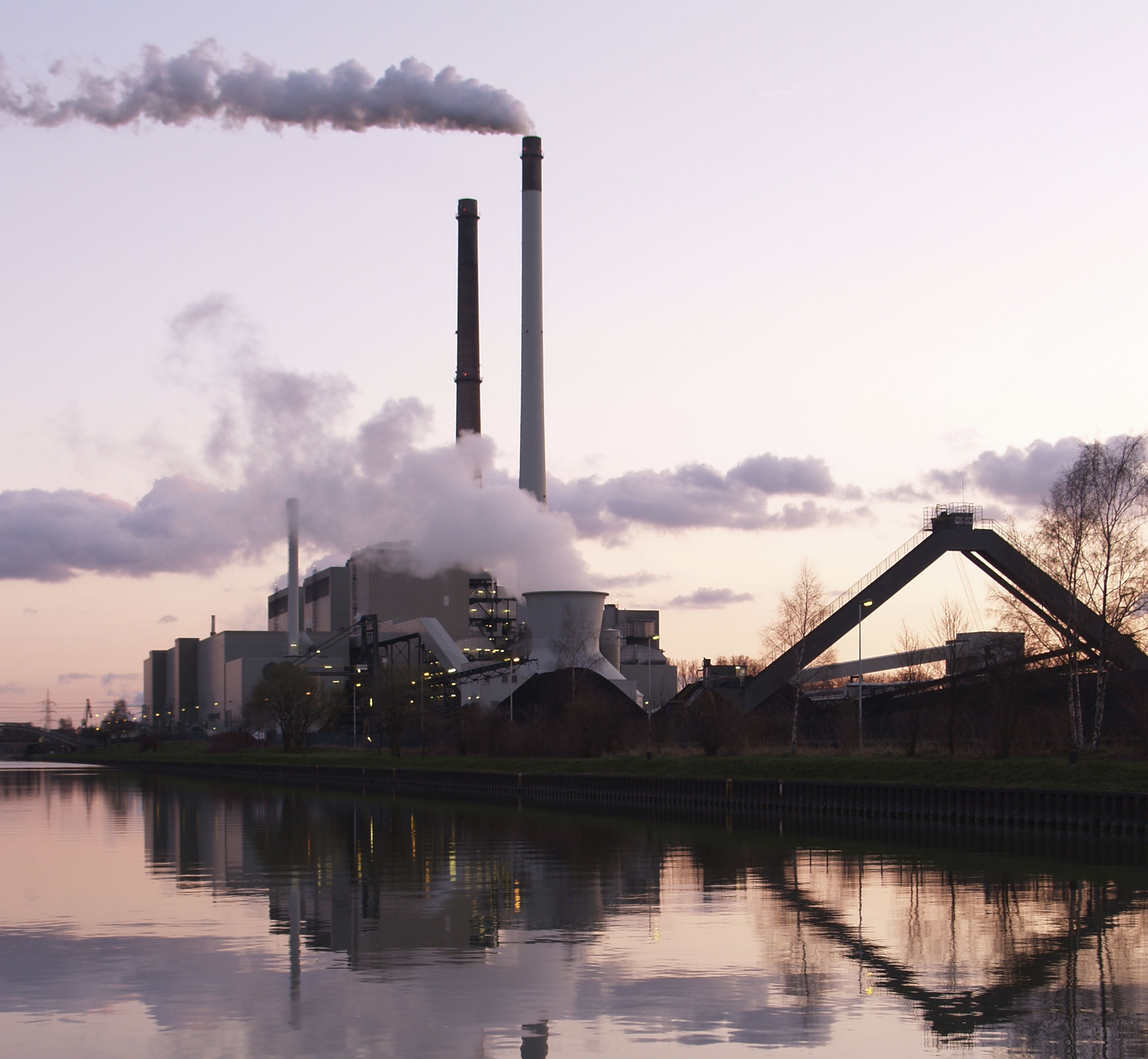
O termocentrală pe cărbune. Aceasta transformă energia chimică în 36–48 % electricitate, iar restul de 52–64 % în căldură evacuată.

### Termocentrale
Randamentul global (electric) al termocentralelor este definit ca raportul dintre energia de intrare și cea de ieșire. De obicei, el este de doar c. 33 % dacă nu se ia în considerare utilitatea căldurii produse pentru încălzirea clădirilor. În imaginea alăturată se văd turnuri de răcire, care formează sursa rece a termocentralelor, necesară pentru transformarea călduri în alte forme de energie. Căldura cedată sursei reci (evacuată) se pierde în mediu dacă nu poate fi utilizată în mod avantajos.

### Procese industriale
Procesele industriale, cum ar fi rafinarea petrolului, fabricarea oțelului sau fabricarea sticlei, sunt surse majore de căldură evacuată.

### Electronică
Deși au o putere redusă, evacuarea căldurii provenite de la microcipuri și alte componente electronice este o problemă inginerească semnificativă. Acest lucru necesită utilizarea de ventilatoare, radiatoare etc. De exemplu, centrele de date utilizează componente electronice care consumă electricitate pentru calcul, stocare și creare de rețele. CNRS explică faptul că un centru de date este ca un rezistor, practic toată energia pe care o consumă este transformată în căldură și necesită sisteme de răcire.

### Biologică
Oamenii, ca toate organismele, produc căldură ca urmare a metabolismului. În condiții calde, această căldură depășește nivelul necesar pentru homeostazie la animalele cu sânge cald și este eliminată prin diverse metode de termoreglare, cum ar fi transpirarea și gâfâitul.

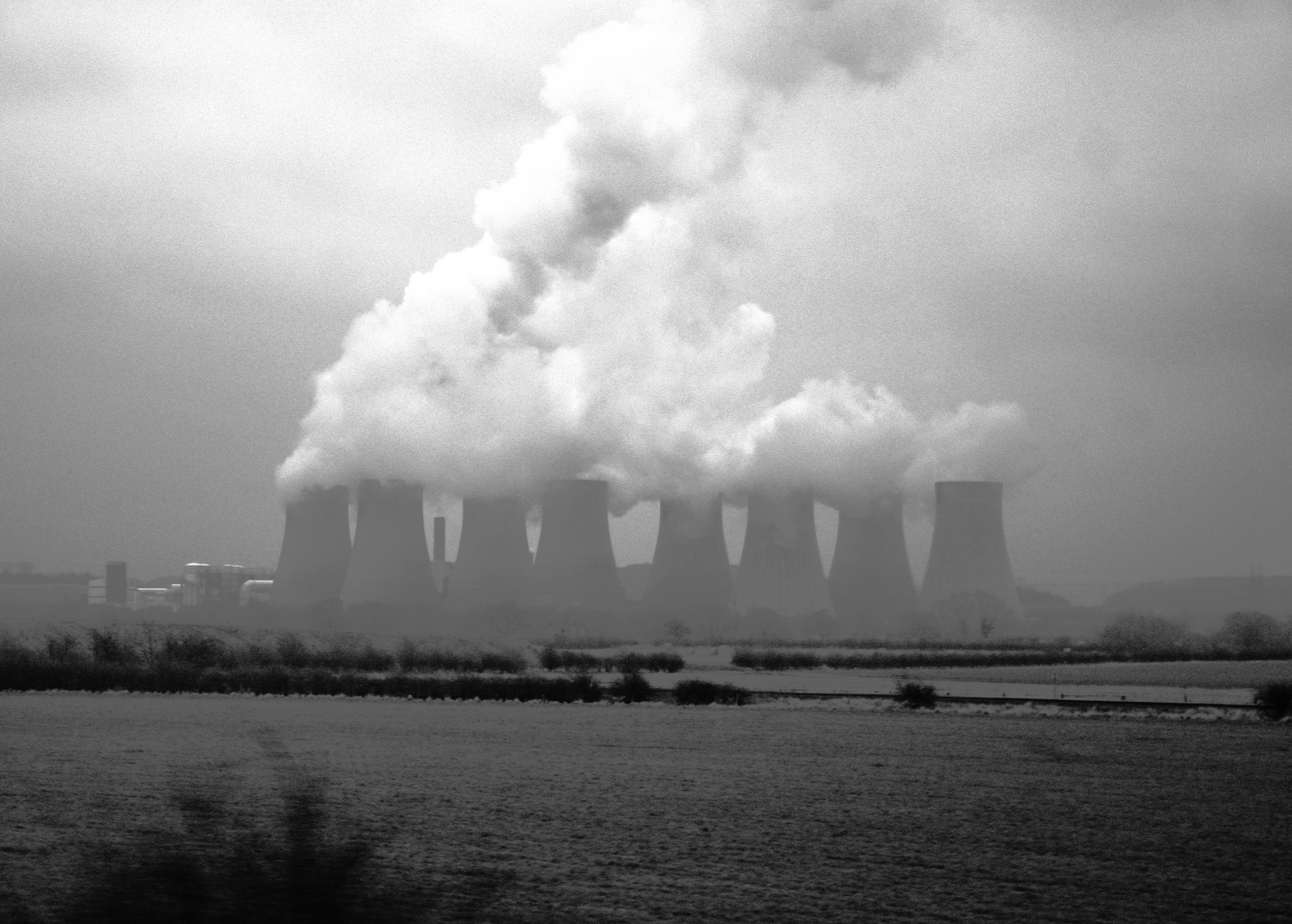
Turnuri de răcire care disipă căldura evacuată de prin evaporarea apei

## Disipare
De obicei căldura evacuată are o temperatură scăzută, ca urmare are o exergie (capacitate de a efectua lucru mecanic) foarte mică, astfel încât ea este evacuată în mediu. Din punct de vedere economic, cea mai convenabilă este disiparea acestei călduri în apa provenită dintr-o mare, un lac sau un râu. Dacă nu este disponibilă suficientă apă de răcire, centrala poate fi echipată cu un turn de răcire pentru a disipa căldura evacuată în atmosferă. În unele cazuri este posibilă utilizarea căldurii evacuate, de exemplu în sistemele de termoficare.

## Utilizări

### Transformarea în electricitate
Există mai multe metode pentru a transforma energia termică în electricitate, iar tehnologiile pentru a face acest lucru există de peste un secol.
O abordare consacrată este utilizarea unui dispozitiv termoelectric⁠(d), unde o diferență de temperatură la capetele unui material semiconductor creează o tensiune electrică prin efectul Seebeck.
O abordare similară este utilizarea celulelor termogalvanice⁠(d), unde o diferență de temperatură produce un curent electric într-o celulă electrochimică.

### Cogenerare și trigenerare
Pierderea prin căldura evacuată este redusă dacă se utilizează un sistem de cogenerare, adică de producere combinată a electricității și a căldurii. Însă cogenerarea se poate aplica doar dacă există în apropiere un consumator de energie termică de nivelul respectiv, cum ar fi pentru temperaturi de 2–300 °C un combinat chimic, textil sau alimentar, iar pentru temperaturi de 110–120 °C un oraș termoficat (în care consumul căldurii de acest nivel se face doar iarna). Limitările utilizării căldurii evacuate la temperaturi puțin deaupra mediului ambiant apar în principal din problemele legate de costul/eficiența în exploatare a micilor diferențe de temperatură pentru a genera alte forme de energie. Aplicațiile care utilizează căldura evacuată de acest nivel sunt încălzirea piscinelor, sursă rece la încălzirea cu pompe de căldură, fabricile de hârtie sau la răcirea cu mașini frigorifice cu absorbție. Dacă se produce atât curent electric, cât și căldură și frig, se vorbește despre trigenerare.

### Termoficare
Căldura evacuată poate fi utilizată pentru termoficare. În funcție de temperatura căldurii evacuate și de sistemul de termoficare, trebuie utilizată o pompă de căldură pentru a atinge temperaturi suficiente. Acestea reprezintă o modalitate ușoară și ieftină de a utiliza căldura evacuată în anumite sisteme de încălzire sau răcire, deoarece acestea utilizează surse la temperatura mediului ambiant, prin urmare chiar și căldura evacuată de calitate scăzută poate fi utilizată fără a fi nevoie de o pompă de căldură la producător.

### Preîncălzire
Căldura evacuată poate fi folosită la preîncălzirea fluidelor și a obiectelor înainte de a fi încălzite puternic. De exemplu, apa călduță evacuată poate ceda într-un schimbător de căldură căldura sa apei de intrare înainte de încălzirea ei în locuințe sau termocentrale.